# Paracymoriza cataclystalis
Paracymoriza cataclystalis is een vlinder uit de familie van de grasmotten (Crambidae), uit de onderfamilie van de Acentropinae. De wetenschappelijke naam van deze soort is voor het eerst gepubliceerd in 1919 door Embrik Strand.
De soort komt voor in Taiwan.